# Sigfridsön
Sigfridsön (Sifrisói) is een Zweeds eiland behorend tot de Lule-archipel. Het eiland heeft geen vaste oeververbinding. Er staan een aantal huisjes voor verblijf, verdeeld over het gehele eiland, maar men moet zelf op het eiland geraken. In de 18e eeuw heette het eiland nog Strömsön. In 1757 kreeg het zijn huidige naam, verwijzend naar Sint Sigfrid, een Zweedse apostel uit de middeleeuwen. Het eiland heeft zijn hoogste punt in de Erikberget, een circa 20 meter hoge heuvel.